# السعودة
السعودة (التوطين) هي مصطلح يطلق في السعودية، على عملية إحلال المواطنين السعوديين مكان العمالة الوافدة في وظائف القطاع الخاص، وقد بدأت أولى محاولات السعودة الجادة حوالي عام 1975م، إذ يوجد موظف سعودي واحد مقابل كل 3 موظفين غير سعوديين في سوق العمل السعودي، وهي نسبة كبيرة كما يرى المسؤولون السعوديون الذين يواجهون تحديا حقيقيا في توظيف السعوديين في الوظائف المختلفة في البلاد، ويرى بعض غير السعوديين أن السعودة إجراء عنصري، بينما يرى كثير من السعوديين أن هذا الإجراء كفيل بالحد من مشكلة البطالة التي انتشرت مؤخراً بين الشباب السعودي، في عام 2018، صدر قرار من مجلس الوزراء، أن تقتصر منافذ البيع في 12 مهنة على توظيف السعوديين والسعوديات.

## تاريخ
في حين يجد الكثير من الرجال السعوديين فرصا للعمل الحكومي، يعتقد أنها غير كافية لأن أكثر من 65% من السكان في سن العمل. كانت «سعودة» القوى العاملة هدفًا للمملكة منذ خطة التنمية الرابعة على الأقل (1985-1989) التي دعت إلى استبدال العمال الأجانب بالسكان الأصليين كأحد أهدافها. تم تشديد قوانين الهجرة وتم ترحيل العديد من العمال الأجانب الذين لا يحملون وثائق، لكن نجاح البرنامج كان هامشيا.
كان هدف السعودة عام 2003 هو أن يكون ما لا يقل عن 30% من موظفي الشركات التي تضم 20 عاملاً أو أكثر من المواطنين السعوديين، (على الرغم من أن 300,000 شخص فقط كانوا يعملون لدى شركات بهذا الحجم).
في يونيو 2006، أدت مفاوضات بين رجال الأعمال التنفيذيين وكبار قادة الحكومة، بما في ذلك الملك عبد الله بن عبد العزيز آل سعود، إلى تخفيض أهداف السعودة في بعض قطاعات العمل من 30 في المائة إلى 10 في المائة، وإصدار إعفاءات كاملة من السعودة في حالة شركتين صينيتين، وكان هناك مناقشات بين السفير الأمريكي جيمس سي أوبرويتر والمسؤولين التنفيذيين السعوديين.
في عام 2014، ذكرت جريدة سعودي جازيت أن أحد أهداف خطة التنمية التاسعة للمملكة (2010-2015) وهي «خفض معدل البطالة إلى 5.5 في المائة وإنعاش إستراتيجية السعودة» - لم تتحقق بعد.
تستهدف الخطة حاليًا الشباب السعودي وكذلك العاملات من أجل نمو اقتصاد المملكة. فرض مجلس الشورى أنه اعتبارًا من عام 2007، سيشكل السعوديون 70 في المائة من قوة العمل. بين عامي 2011 و 2013، سجل قطاعا النقل والاتصالات أعلى نسبة ارتفاع في معدلات السعودة من 9 في المائة إلى 20 في المائة. كما شهد التصنيع ارتفاعا ملحوظا في معدلات السعودة (من 13 في المائة إلى 19.3 في المائة).
وذكر التقرير أن معدلات السعودة في قطاعي التجزئة والبناء تحسنت أيضًا من 12.9 بالمائة و7.2 بالمائة إلى 18.4 بالمائة و10.3 بالمائة على التوالي. إذا أخذنا متوسط النمو في الفترة ما بين 2011 و 2013، فإن معدلات السعودة المرتفعة في قطاع النقل جاءت بشكل أساسي نتيجة لنمو كبير بنسبة 59 في المائة في توظيف السعوديين. وكان معدل نمو العمالة السعودية في قطاعات التصنيع والبيع بالجملة والتجزئة مرتفعًا أيضًا، حيث بلغ 25 في المائة لكل منهما. وفي الوقت نفسه، بلغ متوسط نمو العمالة لغير السعوديين 4 في المائة و7 في المائة على التوالي.
سجل قطاع البناء - وهو القطاع الخاص الأكثر كثافة في العمالة - معدل نمو ملحوظ بلغ 34 في المائة في توظيف السعوديين، في حين نما توظيف غير السعوديين في القطاع بنسبة 14 في المائة. يعد النمو المرتفع في العمالة السعودية في قطاع البناء مثيراً للإعجاب بالنظر إلى الفرق الكبير في الأجور عن غير السعوديين. حصل السعوديون العاملون في قطاع البناء على متوسط شهري قدره 3.330 ريال سعودي في عام 2013، بينما حقق غير السعوديين فقط 1,029 ريال سعودي.

## المصطلح
ذُكر لفظ السَعْوَدة في عام 1987، في شركة الاتصالات السعودية، وكان تنفيذ المصطلح بتوظيف خبير أجنبي ويرافقه ويلازمه موظف سعودي ليتدرب على المهنة حتى يتقنها، ثم يُعطى المنصب للسعودي مكان المدرب الأجنبي.

### مفهوم السعودة
لقد تعددت وتباينت التعاريف التي رواها الكتاب والباحثين المهتمين بموضوع توطين الوظائف (السعودة)، في وضع تعريف محدد لمعنى توطين الوظائف. عرف مجلس القوى العاملة (السعودة بأنها «قصر العمل على السعوديين بالإضافة إلى الإحلال التدريجي للعمالة الوطنية وفق عدد من المتغيرات والإبعاد وصولاً في النهاية إلى توطين الوظائف والاستخدام الكامل والأمثل للعمال الوطنية». كما عرفها أحد الباحثين بأنها«تأهيل الفرد المواطن للقيام بمهام وظيفية معينة مسندة أعمالها إلى كفاءات غير وطنية شرط أن تكتمل جميع العناصر المطلوبة لأداء العمل في الفرد الوطني». وفي نفس الإطار، عرف باحث آخر السعودة بأنها «إحلال مواطن محل مقيم غير سعودي في وظيفة معينة، على أن تتوافر في السعودي القدرات والمؤهلات والكفاءة التي يحتاجها العمل نفسه».

## معوقات تطبيق سعودة الوظائف في منظمات القطاع الخاص
تعد قضية سعودة الوظائف إحدى أهم القضايا التي أصبحت تشكل هاجساً كبيراً لكثير من المواطنين لا سيما الشباب. وأيضاً تعتبر من أولى اهتمامات الجهات المسؤولة في المملكة العربية السعودية. كما أن ظاهرة توطين الوظائف لها طابع دولي، أي أن بعضاً من الدول تعاني منها أيضاً مثل: ألمانيا وفرنسا وبريطانيا. وتكمن أهمية توطين الوظائف في أن الفشل أو الإخفاق أو التباطؤ في إيجاد حلول مناسبة لها في الوقت المناسب، قد يؤدي إلى نتائج لا يحمد عقباها مثل تفشي ظاهرة البطالة وتأثيراتها الاقتصادية والنفسية والاجتماعية علي أفراد المجتمع.

## معوقات السعودة في القطاع الخاص
على الرغم من الجهود التي تبذلها الحكومة السعودية لإنجاح نظام السعودة، فلقد أشارت إحدى الدراسات التي أجريت في يناير عام 2003م أن التقدم في نسب السعودة لم يتحقق بعد، وفق الخطة المفترضة من قبل الجهات المسؤولة. فقد كان متوسط نسب السعودة في الوظائف الإدارية ما بين 15%-16%. أما الوظائف الفنية فلم يتجاوز المتوسط 11%. وهذه النتيجة تؤيد تأكيدات وزارة العمل والشؤون الاجتماعية في عدم تجاوب المنشآت الخاصة مع نداءات المسؤولين.
كما تواجه عمليات السعودة بالقطاع الخاص بعض المعوقات، التي أشير إليها بوضوح في الخطة الخمسية السابعة لتنمية الاقتصادية والاجتماعية لعام (2000-2004م) وهي:
- الارتفاع النسبي في تكلفة العمالة الوطنية مقارنة بالعمالة الوافدة، حيث تشير نتائج البحوث والدراسات ذات العلاقة إلى ضعف استجابة القطاع الخاص بشأن تنفيذ توجهات السعوده نظراً للارتفاع النسبي في أجور ورواتب العمالة الوطنية.
- استمرار تدفق العمالة الوافدة إلى سوق العمل خلال خطة التنمية السادسة، مما أدى إلى زيادتها بنسبة تقدر بنحو (1.5%) من حجمها في سنة الأساس 1414/1415هـ (1994م). وقد شكلت هذه الزيادة ضغوطاً على الوضع التنافسي للعمالة الوطنية سواء بالنسبة لحصولها على وظائف جديدة أو إحلالها محل العمالة الوافدة.

وعلى الرغم من تعدد واختلاف قوانين وإجراءات «توطين الوظائف» في بلدان مجلس التعاون الخليجي وتفاوت حدة مشكلة البطالة في كل بلد إلا البعض يعتقد بأنه من الممكن ملاحظة بعض الجوانب التالية والتي تمثل ما هو مشترك في هذه التجارب:
1. هناك تركيز على الجوانب الكمية في مجال فرص العمل (نسب توطين- مهن محددة- قطاعات اقتصادية) بدون أن يترافق ذلك مع اعتماد مؤشرات نوعية للوظائف مثل مستوى الأجور، ظروف وشروط العمل، التدريب.. الخ، النتيجة هي تراكم وظائف شاغرة لدى اغلب مكاتب تشغيل العمالة المواطنة في بلدان المجلس بدون تقبل العاطلين لها بسبب مستويات الأجور السائدة وطبيعة العمل في هذه الوظائف.
2. أغلب مشاريع توطين الوظائف كانت بمبادرة وقرار من جهة واحدة. أي بدون حوار واتفاق بين أطراف الإنتاج باستثناء تجربة «قانون العمالة الوطنية» بدولة الكويت، الذي تمت مناقشة وإقراره من قبل البرلمان الكويتي. والنتيجة هي تذمر كلا من طرفي علاقة العمل وازدياد لجوء بعض أصحاب الأعمال إلى التحايل على قرارات التوطين.
3. ضعف وعدم دقة بيانات سوق العمل جعل من تقييم مستوى الإنجازات لمشاريع التوطين مدار جدل مستمر في أوساط الرأي العام المحلي. خاصة في ظل عدم اعتماد واستخدام معيار واضح ومتفق عليه؛ لاستخلاص هذه المعلومات والتي يجب أن ترتكز على المسح الإحصائي بالعينة للقوى العاملة.

كجزء من بدء السعودة بدأت المملكة في يوليو 2020 في توظيف صيادلة سعوديين محليين وأعلنت توظيف 3000 آخرين بحلول عام 2022. وسيحل التوظيف محل الوافدين في قطاع الصيدليات السعودية حيث يبلغ عدد الصيادلة الأجانب المسجلين في السعودية 21,530.

## التوطين الموازي
إن لم تبلُغ شركةٌ نسبةَ التوطين بتوظيف عدد حقيقي من المواطنين فإنه يجوز لها أن تدفع مقابلَ ذلك مبلغاً مالياً يتراوح بين 3600 و6000 ريال عن كل موظف ناقص، ويستعمل مكتب العمل هذا المقابل في التدريب ودعم السعودة.